# Minister på villovägar
Minister på villovägar (nordsamiska: Sagojoga minister) är en samisk komedifilm från 1997 med regi och manus av Paul-Anders Simma. I rollerna ses bland andra Erik Kiviniemi, Bjørn Sundquist och Sara Margrethe Oskal.

## Handling
En man förväxlas med en minister och använder detta till sin bys fördel.

## Rollista
- Erik Kiviniemi – Seppo Rävmark alias Perti Lohikoski
- Bjørn Sundquist – Antti Neia, handelsman i Sagojokk
- Sara Margrethe Oskal – Marit Jaha
- Kari-Pekka Toivonen – Otto Swinskjöld
- Anitta Suikkari – Anttis fru
- Iisko Sara – Piette
- Soli Labbart – Anna
- Sverre Porsanger – Johan Jaha, Marits bror, ordföranden i Sagojokk
- Mikkel Gaup – Ante
- Wimme Saari – jojken
- Rolf Jenner – Gustu
- Peo Grape – Erkki
- Peter Kneip – den tyske officeren
- Esko Nikkari – domaren
- Anna Maria Blind – Anne-Marja

## Om filmen
Inspelningen ägde rum mellan juli och oktober 1995 i Skibotn i Troms fylke i norra Norge. Producent var Bert Sundberg, fotograf Hans Welin och klippare Skule Eriksen med konsultation av Olli Soinio. Den svenska folkmusikgruppen Hedningarna och Esa Kotilainen komponerade filmmusiken.
Filmen premiärvisades den 25 januari 1997 på Tromsøs filmfestival och visades därefter på norska biografer med premiär 7 februari. Den finländska premiären ägde rum 9 mars 1997 i Ivalo och den svenska 30 maj 1997 på biografen Sandrew i Luleå. Filmen gick även upp vid Moskvas internationella filmfestival 1997 och vann 1998 två Jussistatyetter.